# Nguyễn Hồng Nhung
Nguyễn Hồng Nhung (sinh ngày 6 tháng 7 năm 1981)  là một ca sĩ Việt Nam, cô được biết đến khi dự thi chương trình Sao Mai điểm hẹn 2004. Hiện tại, Nguyễn Hồng Nhung đang đinh cư tại Mỹ và đang cộng tác cho nhiều trung tâm băng nhạc hải ngoại.
Cô được xem là nạn nhân đầu tiên bị tung ảnh khỏa thân riêng tư và bị lôi vào scandal sex. Trong các vụ scandal sex tiếp theo sau tại Việt Nam, báo chí lại nhắc đến cô.

## Tiểu sử
Nguyễn Hồng Nhung từng học thanh nhạc tại trường Cao đẳng Nghệ thuật Hà Nội; Khoa Tạo dáng công nghiệp, chuyên ngành thiết kế thời trang, Viện Đại học Mở Hà Nội. Cô cũng từng là thành viên ban nhạc Mùa xuân.
Năm 2004, Nguyễn Hồng Nhung tham gia cuộc thi Sao Mai - Điểm hẹn của VTV3 và là một gương mặt khá ấn tượng tại giải . Sau đó, người tình cũ của Nguyễn Hồng Nhung là Lê Vĩnh Thắng tố cáo cô đã lấy số tiền 90 ngàn USD của anh để tiêu xài và "lo" cho việc chạy đua vào vòng trong của giải Sao Mai. Vài ngày sau đó, trên mạng Internet xuất hiện những tấm ảnh khỏa thân của Nguyễn Hồng Nhung. Tiếp đó, trong khi trả lời phỏng vấn báo Thanh Niên, Lê Vĩnh Thắng đã khẳng định chính mình đã đưa ảnh khỏa thân của Hồng Nhung ra trước công chúng để "nói lên lối sống sa đọa của người tình". Nhờ scandal đó mà so với các thí sinh "Sao Mai - Điểm hẹn" khác, Nguyễn Hồng Nhung đã trở nên nổi tiếng hơn, có thu nhập cao hơn, và "được nhiều người... hâm mộ hơn". Cô được xem là nạn nhân đầu tiên của cơn sốt truyền bá ảnh khỏa thân và phim sex của giới nghệ sĩ.
Năm 2005, một người phụ nữ ở Củ Chi tố cáo Nguyễn Hồng Nhung vi phạm Luật hôn nhân khi chung sống bất hợp pháp với con trai bà từ tháng 9/2004 đến tháng 5/2005. Kèm theo là bằng chứng về những nơi cư ngụ của cặp tình nhân, cùng xác nhận của chủ nhà mà hai người đã thuê ở, sinh hoạt và sử dụng làm việc, luyện thanh. Ngoài ra còn có ảnh sex của Nguyễn Hồng Nhung do chính con trai bà chụp để xác định thêm lời tố cáo về "hành vi vô đạo đức của cô ca sĩ đầy tai tiếng". Người đàn ông trong vụ việc này nói rằng mình đã bị ca sĩ Nguyễn Hồng Nhung "lừa tình và tiền". Còn Nguyễn Hồng Nhung thì nói rằng ông là "Lê Vĩnh Thắng thứ hai"

### Định cư tại Mỹ
Cũng năm 2005, Nguyễn Hồng Nhung sang Mỹ bắt đầu sự nghiệp ca nhạc tại nước này. Cô được cộng đồng người Mỹ gốc Việt đón chào, có không ít người hâm mộ. Trong 2 năm 2005-2006, cô đã có 3 album riêng.. Cô cũng đã lập gia đình với em trai của ca sĩ hải ngoại Trizzie Phương Trinh (vợ của ca sĩ Bằng Kiều) vào năm 2010  và có cuộc sống ổn định tại Mỹ.

## Album

### CD

#### Niềm Đau Đã Qua(Phương Nam Film, 2005)
1. Nắng Thủy Tinh (Trịnh Công Sơn)
2. Sắc Màu (Trần Tiến)
3. Xin Hãy Quên Đi (Nguyễn Quang) - hát với Nguyễn Quang
4. Sắc Xuân (Nguyễn Ánh 9)
5. Dấu Chân Địa Đàng (Trịnh Công Sơn)
6. Thương Nhau Ngày Mưa (Nguyễn Trung Cang) - hát với Nguyễn Quang
7. Tình Yêu Đến Trong Giã Từ (Nguyễn Ánh 9)
8. Niềm Đau Đã Qua (Nguyễn Quang)
9. Niệm Khúc Cuối (Ngô Thụy Miên)

#### VSCD 161, Dĩ Vãng Cuộc Tình(Vân Sơn, 2007)
1. Chuyện Đóa Hoa Hồng
2. Dĩ Vãng Cuộc Tình (Duy Mạnh) - hát với Bằng Kiều
3. Chuyện Người Con Gái (Mạnh Quân)
4. Có Nhớ Đêm Nào (Văn Chung)
5. Em Sẽ Nhớ Mãi (Đức Trí)
6. Giá Băng (Tuấn Nghĩa) - hát với Quang Hà
7. Tình Thôi Xót Xa 2 (Tường Văn)
8. Giây Phút Hạnh Phúc
9. Yêu Thương Mong Manh (Đức Trí)
10. Rồi Anh Cũng Ra Đi (Huỳnh Nhật Tân)
11. Rồi Mai Giã Từ

#### VSCD 171, Sắc Màu(Vân Sơn, 2007)
1. Sắc Màu
2. Khúc Tình Xa
3. Tình Yêu Đến Trong Giã Từ (Nguyễn Ánh 9)
4. Khi Giấc Mơ Về
5. Nắng Thủy Tinh
6. Tình Là Nửa Vời
7. Chỉ Còn Chúng Ta
8. Vì Em Yêu Anh (Đức Trí)
9. Niệm Khúc Cuối (Ngô Thuỵ Miên)
10. Thế Giới Không Tình Yêu (Nguyễn Duy An)
11. Đường Xưa (Quốc Dũng, Lời: Nguyễn Đức Cường)

#### ASIA CD 259, Câu Chuyện Tình Tôi(ASIA, 2008)
1. Về đây nghe em
2. Hạ trắng
3. Nỗi lòng
4. Một Ngày Mùa Đông
5. Mây Lang Thang
6. Giờ Đã Không Còn Nữa - hát với Nguyên Khang
7. Rock Buồn
8. Câu Chuyện Tình Tôi
9. Giá Băng
10. Em Và Tôi
11. Bài Không Tên Cuối Cùng - hát với Lâm Nhật Tiến
12. Tôi Muốn - hát với Lâm Nhật Tiến, Nguyên Khang
13. Thì Thầm Mùa Xuân - hát với Lâm Nhật Tiến, Nguyên Khang

#### ASIA CDCS 20, Mơ Về Anh(ASIA, 2009)
1. Ánh Sao Đêm (Vũ Quang Trung, Nguyễn Hồng Nhung)
2. Ảo Ảnh (Y Vân)
3. Bài Hát Cho Anh (Vũ Quang Trung, Bằng Kiều)
4. Biển Cạn (Kim Tuấn)
5. Bài Không Tên Số 8 (Vũ Thành An)
6. Mơ Về Anh (Vũ Quang Trung)
7. Trái Tim Hồi Sinh (Ngọc Anh)
8. Tình Si (Vũ Trâm Khanh)
9. 60 Năm Cuộc Đời (Y Vân)
10. Bonus: Mơ Về Anh - karaoke

#### ASIA CD 272, Chủ Nhật Xám - The Best of Nguyễn Hồng Nhung(ASIA, 2009)
1. Chủ Nhật Xám (LV: Nam Lộc)
2. Mai Tôi Đi (Anh Bằng)
3. Đêm Mưa (Tuấn Khanh)
4. Người Tình Không Chân Dung (Hoàng Trọng, Dạ Chung)
5. Bóng Tối (Vũ Thế Dũng)
6. Mùa Hè 42 (Nguyễn Ánh 9)
7. Tình Yêu Tình Người (Trúc Hồ) - hát với Lâm Nhật Tiến
8. Cánh Bướm Vườn Xuân (LV: Phạm Duy)
9. Bắc Đẩu (Trần Thiện Thanh) - hát với Lâm Nhật Tiến
10. Em Đẹp Nhất Đêm Nay (LV: Phạm Duy)

#### ASIA CD 286, Em Có Còn Yêu Anh- với Lâm Nhật Tiến (ASIA, 2010)
1. Em Có Còn Yêu Anh (Trúc Hồ) - Nguyễn Hồng Nhung, Lâm Nhật Tiến
2. Mình Ơi Em Chẳng Cho Về (Anh Bằng) - Nguyễn Hồng Nhung
3. Ngày Mưa Tuyết - Nguyễn Hồng Nhung
4. Từ Thuở Yêu Em (Anh Bằng) - Lâm Nhật Tiến
5. Dạ Khúc (LV: Phạm Duy) - Nguyễn Hồng Nhung
6. LK Đoàn Chuẩn Từ Linh - Nguyễn Hồng Nhung, Lâm Nhật Tiến
7. Trọn Đời Anh Sống Vì Em (Trúc Hồ) - Lâm Nhật Tiến
8. Mùa Đông Sắp Đến (Đức Huy) - Nguyễn Hồng Nhung
9. Bắc Đẩu (Trần Thiện Thanh) - Nguyễn Hồng Nhung, Lâm Nhật Tiến
10. Tình Yêu Tình Người (Trúc Hồ) - Nguyễn Hồng Nhung, Lâm Nhật Tiến

#### ASIA CDCS 36, Dường Như(ASIA, 2011)
1. Hoài cảm (Cung Tiến)
2. Dường Như (Mai Thanh Sơn)
3. Nước Mắt Mùa Thu (Phạm Duy)
4. Ru Em Từng Ngón Xuân Nồng (Trịnh Công Sơn)
5. Mưa Tình Cuối Đông (Trúc Hồ)
6. Nghiệt Ngã (Mai Thanh Sơn)
7. Nghìn Trùng Xa Cách (Phạm Duy)
8. Lặng Lẽ Nơi Này (Trịnh Công Sơn)
9. Tình nhớ (Trịnh Công Sơn)
10. Dạ Khúc (LV: Phạm Duy)

#### ASIA CDCS 047, Dance(ASIA, 2013)
1. LK Remix Techno
2. Muộn Màng (Sỹ Đan)
3. Hoang Vắng (Quốc Dũng)
4. Không (Nguyễn Ánh 9)
5. Giá Băng (Tuấn Nghĩa)
6. Gái 18 (Vũ Quang Trung)
7. LK Remix Trance
8. Yêu (Văn Phụng)
9. Tiếng Mưa Đêm (Đức Huy)
10. Xa Anh Kỷ Niệm (Nhật Ngân)

#### ASIA CD 355, Giờ Anh Ra Di(ASIA, 2017)
1. Giờ Anh Ra Đi (Trúc Hồ)
2. Mất Nhau Mùa Đông (Anh Bằng) - hát với Lâm Nhật Tiến
3. Chợt Nghĩ Về Hai Nơi (Trầm Tử Thiêng)
4. Ngỡ Như Tình Đã Quên Mình (Lê Hựu Hà)
5. Tình Yêu Tôi Hát (Việt Anh) - hát với Mai Thanh Sơn
6. Chỉ Là Giấc Mơ (Kim Ngọc)
7. Hối Tiếc (Trầm Tử Thiêng) - hát với Quốc Khanh
8. Em Yêu Anh (Diệu Hương)
9. Một Cõi Vô Vọng (Trúc Hồ) - hát với Nguyên Khang
10. Tình Đầu Tình Cuối (Trần Thiện Thanh) - hát với Đan Nguyên
11. Sẽ Có Một Ngày (Trúc Hồ)

#### Mộc - Volume 1: Love Songs (Thúy Nga đại diện, 2019 - Hãng Đĩa Thời Đại, 2024)
1. Chiếc Lá Mùa Đông (Nhạc: Sky Wu - Lời Việt: Khúc Lan)
2. Giấc Mơ Tuyệt Vời (Bảo Chấn)
3. Muộn Màng Là Từ Lúc (Đức Trí)
4. Mơ Về Anh (Vũ Quang Trung)
5. Sao Vẫn Còn Mưa Rơi (Đức Huy)
6. Thuyền Tình Trên Sóng (Nhạc: Miyuki Nakajima - Lời Việt: Khúc Lan)
7. Xin Lỗi (Hồ Tiến Đạt)
8. Đoản Khúc Cuối Cho Em (Hoàng Trọng Thụy) - chỉ có version 2024 tại Việt Nam

#### Ngô Đồng (The Positive Entertainment, 2020)
1. Điều Tàn Nhẫn Sầu Lắng (Jang Nguyễn, thơ: Huỳnh Tuấn Anh)
2. Đóa Tóc Hương Say (Minh Hà, thơ: Huỳnh Tuấn Anh)
3. Dương Nga (Jang Nguyễn, thơ: Huỳnh Tuấn Anh)
4. Hằng Thương (Jang Nguyễn, thơ: Huỳnh Tuấn Anh)
5. Ngô Đồng (Jang Nguyễn, thơ: Huỳnh Tuấn Anh)
6. Nhật Bình (Huỳnh Viết Anh Khang, thơ: Huỳnh Tuấn Anh)
7. Phượng Khấu (Jang Nguyễn, thơ: Huỳnh Tuấn Anh)
8. Sương Nằm Trong Lá (Hứa Kim Tuyền, thơ: Huỳnh Tuấn Anh)
9. Trà (Jang Nguyễn, thơ: Huỳnh Tuấn Anh)

#### Mộc - Volume 2: Ký Ức Thanh Xuân (Hãng Đĩa Thời Đại, 2024)
1. Lệ Hoang
2. Chuyện Tình Không Suy Tư
3. Tình Như Lá Bay Xa
4. Mỗi Người Một Giấc Mơ
5. Xa Vắng
6. Mộng Uyên Ương Hồ Điệp
7. Tan Vỡ
8. Chiều Vàng Nhung Nhớ
9. Tiếng Mưa Đêm

### DVD

#### Liveshow:Love Story(ASIA, 2008)
1. Về đây nghe em (Trần Quang Lộc)
2. Hạ trắng (Trịnh Công Sơn)
3. Nỗi lòng (Nguyễn Văn Khánh)
4. Một Ngày Mùa Đông (Bảo Chấn)
5. Mây Lang Thang (LV: Nam Lộc)
6. Giờ Đã Không Còn Nữa (Trúc Hồ) - hát với Nguyên Khang
7. Rock Buồn (Phú Quang)
8. Câu Chuyện Tình Tôi (Nguyễn Kim Tuấn)
9. Giá Băng (Tuấn Nghĩa)
10. Em Và Tôi (Thanh Tùng)
11. Bài Không Tên Cuối Cùng (Vũ Thành An) - hát với Lâm Nhật Tiến
12. Tôi Muốn (Lê Hựu Hà) - hát với Lâm Nhật Tiến, Nguyên Khang
13. Thì Thầm Mùa Xuân (Ngọc Châu) - hát với Lâm Nhật Tiến, Nguyên Khang

#### The Best of Nguyễn Hồng Nhung & Quốc Khanh - Người Tình Ơi(ASIA)
1. Nỗi Buồn Còn Lại (Diệu Hương) - Quốc Khanh
2. Người Tình Không Chân Dung (Hoàng Trọng, Dạ Chung) - Nguyễn Hồng Nhung
3. Một Chuyến Bay Đêm (Song Ngọc, Hoài Linh) - Quốc Khanh
4. Đêm Mưa (Tuấn Khanh) - Nguyễn Hồng Nhung
5. Thôi Thế Thì Chia Tay (Trúc Hồ) - Quốc Khanh
6. Mai Tôi Đi (Anh Bằng) - Nguyễn Hồng Nhung
7. Mình Ơi Em Chẳng Cho Về (Anh Bằng) - Nguyễn Hồng Nhung
8. Dòng Sông Kỷ Niệm (Trúc Hồ) - Quốc Khanh
9. Em Đẹp Nhất Đêm Nay (LV: Phạm Duy) - Nguyễn Hồng Nhung
10. Người Tình Ơi (Trúc Hồ) - Quốc Khanh
11. Bóng Tối (Vũ Thế Dũng) - Nguyễn Hồng Nhung
12. Mùa Hè 42 (Nguyễn Ánh 9) - Nguyễn Hồng Nhung
13. Tình Xuân (Lê Đức Long) - Quốc Khanh
14. Cánh Bướm Vườn Xuân (LV: Phạm Duy) - Nguyễn Hồng Nhung

#### The Best of Nguyễn Hồng Nhung - Thu Quyến Rũ(ASIA, 2013)
1. Khóc Một Dòng Sông (Đức Huy) - Nguyễn Hồng Nhung
2. Mưa Tình Cuối Đông (Trúc Hồ) - Nguyễn Hồng Nhung
3. Tình Yêu Tình Người (Trúc Hồ) - Nguyễn Hồng Nhung, Lâm Nhật Tiến
4. Em Có Còn Yêu Anh (Trúc Hồ) - Nguyễn Hồng Nhung, Lâm Nhật Tiến
5. Dạ Khúc Serenade (LV: Phạm Duy) - Nguyễn Hồng Nhung
6. LK Đoàn Chuẩn & Từ Linh - Nguyễn Hồng Nhung, Lâm Nhật Tiến
7. Hướng về Hà Nội (Hoàng Dương) - Nguyễn Hồng Nhung
8. Chủ Nhật Xám (LV: Nam Lộc) - Nguyễn Hồng Nhung
9. Mùa Đông Sắp Đến (Đức Huy) - Nguyễn Hồng Nhung
10. Ngày Mưa Tuyết (LV: Ngọc Lan) - Nguyễn Hồng Nhung
11. Mất Anh Đêm Giáng Sinh (Anh Bằng, Y Nga) - Nguyễn Hồng Nhung
12. Bến Xuân (Văn Cao) - Nguyễn Hồng Nhung
13. Hoa Xuân (Phạm Duy) - Nguyễn Hồng Nhung
14. Bắc Đẩu (Trần Thiện Thanh) - Nguyễn Hồng Nhung, Lâm Nhật Tiến
15. Bạch Đằng Giang (Lưu Hữu Phước, Mai Văn Bội,Nguyễn Thành Nguyên) - Nguyễn Hồng Nhung, Diễm Liên, Ca Đoàn Ngàn Khơi

#### Liveshow: Tình Yêu Tôi Hát(ASIA, 2014)
1. Chợt Nghĩ Về Hai Nơi (Trầm Tử Thiêng) - Nguyễn Hồng Nhung
2. Dường Như (Mai Thanh Sơn) - Nguyễn Hồng Nhung
3. Ngỡ Như Tình Đã Quên Mình (Lê Hựu Hà) - Nguyễn Hồng Nhung
4. Hối Tiếc (Trầm Tử Thiêng) - Nguyễn Hồng Nhung, Quốc Khanh
5. Chỉ Là Giấc Mơ (Kim Ngọc) - Nguyễn Hồng Nhung
6. Nghiệt Ngã (Mai Thanh Sơn) - Nguyễn Hồng Nhung
7. Tình Yêu Tôi Hát (Việt Anh) - Nguyễn Hồng Nhung, Mai Thanh Sơn
8. Tình Đầu Tình Cuối (Trần Thiện Thanh) - Nguyễn Hồng Nhung, Đan Nguyên
9. Em Yêu Anh (Diệu Hương) - Nguyễn Hồng Nhung
10. Mất Nhau Mùa Đông (Trúc Hồ) - Nguyễn Hồng Nhung, Lâm Nhật Tiến
11. Sẽ Có Một Ngày (Trúc Hồ) - Nguyễn Hồng Nhung
12. Một Cõi Vô Vọng (Trúc Hồ) - Nguyễn Hồng Nhung, Nguyên Khang
13. Nghìn Trùng Xa Cách (Phạm Duy) - Nguyễn Hồng Nhung

#### Liveshow:Khi Giấc Mơ Về(Thúy Nga, 2017)
1. LK Mãi Một Mình, Khóc Một Giòng Sông, Sao Vẫn Còn Mưa Rơi (Đức Huy), Bài không tên số 4, Bài không tên số 5 (Vũ Thành An), Khi Giấc Mơ Về (Đức Trí) - Nguyễn Hồng Nhung, Thiên Tôn, Đình Bảo
2. Người Đàn Bà Đi Nhặt Mặt Trời (Văn Đông Đức Tiến) - Nguyễn Hồng Nhung
3. Yêu Anh Như Thế Nào (Mạnh Quân) - Nguyễn Hồng Nhung
4. Thành phố Buồn (Lam Phương) - Nguyễn Hồng Nhung, Lâm Nhật Tiến
5. Bài Không Tên Cuối Cùng (Vũ Thành An) - Nguyễn Hồng Nhung, Lâm Nhật Tiến
6. Mơ Về Anh (Vũ Quang Trung) - Nguyễn Hồng Nhung
7. Chốt Lại Em Muốn Chia Tay (Mạnh Quân) - Mạnh Quân
8. Hãy Quên Anh (Mạnh Quân) - Nguyễn Hồng Nhung, Mạnh Quân
9. Mãi Một Hình Dung (Mạnh Quân) - Nguyễn Hồng Nhung
10. Mình Mất Nhau Bao Giờ (Lam Phương) - Nguyễn Hồng Nhung, Lương Tùng Quang
11. Mười Năm Tình Cũ (Trần Quảng Nam) - Đan Nguyên
12. Rong Rêu (Nguyễn Tâm) - Nguyễn Hồng Nhung, Đan Nguyên
13. Em Mãi Mong Chờ (Vũ Quang Trung) - Nguyễn Hồng Nhung
14. Còn Yêu Em Mãi (Nguyễn Trung Cang) - Đình Bảo
15. Nghe Những Tàn Phai (Trịnh Công Sơn) - Nguyễn Hồng Nhung
16. Tôi Ru Em Ngủ (Trịnh Công Sơn) - Nguyễn Hồng Nhung
17. Xin Thời Gian Qua Mau (Lam Phương) - Trần Thu Hà
18. Yêu (Văn Phụng) - Nguyễn Hồng Nhung, Trần Thu Hà
19. LK Cỏ Hồng, Nha Trang Ngày Về, Nghìn Trùng Xa Cách (Phạm Duy) - Nguyễn Hồng Nhung, Trần Thu Hà, Thiên Tôn
20. Finale
21. Hậu trường sân khấu

## Các tiết mục biểu diễn

### Trung tâm Vân Sơn
| STT | Tiết mục | Thể hiện với | Chương trình | Năm  |
| --- | --- | --- | ------------ | ---- |
| 1   | Đàn Cầm | solo | Vân Sơn 34   | 2006 |
| 2   | Sắc Màu (Trần Tiến)                                                                                                   | solo | Vân Sơn 37   | 2007 |
| 3   | Mẹ Âu Cơ (Huỳnh Nhật Tân, Đức Trí)                                                                                    | Don Hồ, Diễm Liên, Nguyên Khang                                                                                               | Vân Sơn 39   | 2008 |
| 4   | Ca Dao Mẹ (Trịnh Công Sơn)                                                                                            | solo | Vân Sơn 39   | 2008 |
| 5   | LK Bông Hồng Cài Áo (Ý: Thích Nhất Hạnh \| Nhạc: Phạm Thế Mỹ), Quê Hương (Thơ: Giáp Văn Thạch \| Nhạc: Đỗ Trung Quân) | Nguyên Khang, Andy Quách, Diễm Liên, Thanh Tuyền, Hạ Vy, Phi Nhung, Linda Chou, Nhã Thanh, Chế Linh, Trường Vũ, Ngọc Hạ, Vpop | Vân Sơn 39   | 2008 |
| 6   | Giọt Đàn Thạch Sanh (Tuấn Khanh)                                                                                      | solo | Vân Sơn 40   | 2008 |

### Trung tâm Asia
| STT | Tiết mục | Thể hiện với | Chương trình | Năm  |
| --- | --- | --- | ------------ | ---- |
| 1   | Tình Yêu Tình Người (Trúc Hồ) | Lâm Nhật Tiến | ASIA 55      | 2007 |
| 2   | Chủ Nhật Xám (LV: Nam Lộc) | Thùy Hương | ASIA 56      | 2007 |
| 3   | LK Ru ta ngậm ngùi (Trịnh Công Sơn), Ru Ta Từng Ngón Xuân Nồng (Trịnh Công Sơn), Phôi Pha (Trịnh Công Sơn), Bài không tên số 5 (Vũ Thành An), Biển nhớ (Trịnh Công Sơn), Bài không tên số 7 (Vũ Thành An) | Don Hồ, Lâm Thúy Vân, Như Quỳnh, Thiên Kim, Quốc Khanh                                                                          | ASIA 57      | 2008 |
| 4   | Đêm Mưa (Tuấn Khanh) | solo | ASIA 57      | 2008 |
| 5   | Giờ Này Anh Ở Đâu (Khánh Băng) | Ngọc Huyền, Như Quỳnh | ASIA 58      | 2008 |
| 6   | LK: Thương anh (Y Vân) & Tôi nhớ tên anh (Hoàng Thi Thơ) - (Nguyễn Hồng Nhung phụ diễn người mẫu) | Lê Nguyên, phụ diễn Ánh Minh, Như Quỳnh, Trish Thùy Trang, Diệp Thanh Thanh, Thiên Kim, Băng Tâm, Thùy Hương, Y Phương, Y Phụng | ASIA 58      | 2008 |
| 7   | Người Tình Không Chân Dung (Hoàng Trọng) | solo | ASIA 58      | 2008 |
| 8   | LK Cơn mưa phùn (Đức Huy), Tiếng Mưa Đêm (Đức Huy), Mùa Thu Trong Mưa (Trường Sa) | Thiên Kim, Lâm Thúy Vân, Lâm Nhật Tiến, Quốc Khanh, Như Quỳnh, Philip Huy, Ánh Minh, Đoàn Phi                                   | ASIA 59      | 2008 |
| 9   | Mùa Hè 42 (Nguyễn Ánh 9) | solo | ASIA 59      | 2008 |
| 10  | LK Gái Xuân (Từ Vũ, Nguyễn Bính), Ca Khúc Mừng Xuân (Văn Phụng), Xuân Họp Mặt (Văn Phụng) | Băng Tâm, Y Phụng, Hồ Hoàng Yến, Mỹ Huyền                                                                                       | ASIA 60      | 2009 |
| 11  | Cánh Bướm Vườn Xuân (LV: Phạm Duy) | solo | ASIA 60      | 2009 |
| 12  | Bắc Đẩu (Trần Thiện Thanh) | Lâm Nhật Tiến | ASIA 61      | 2009 |
| 13  | Mai Tôi Đi (Anh Bằng) | solo | ASIA 62      | 2009 |
| 14  | Mình Ơi Em Chẳng Cho Về (Anh Bằng) | solo | ASIA 63      | 2009 |
| 15  | Dạ Khúc Serenade (LV: Phạm Duy) | solo | ASIA 64      | 2009 |
| 16  | LK Lá Thư, Gửi Gió Cho Mây Ngàn Bay, Thu Quyến Rũ (Đoàn Chuẩn, Từ Linh) | Lâm Nhật Tiến | ASIA 65      | 2010 |
| 17  | Kịch: Đoạn Tuyệt (Hùng Lâm) | Quang Minh, Hồng Đào, Y Phương, Lê Anh Quân, Kim Loan                                                                           | ASIA 66      | 2010 |
| 18  | Em Có Còn Yêu Anh (Trúc Hồ) | Lâm Nhật Tiến | ASIA 66      | 2010 |
| 19  | Khóc Một Dòng Sông (Đức Huy) | solo | ASIA 68      | 2011 |
| 20  | Hướng về Hà Nội (Hoàng Dương) | solo | ASIA 70      | 2012 |
| 21  | Triệu Con Tim (Trúc Hồ) | Trúc Hồ, Quốc Khanh, Đan Nguyên, Nguyên Khang, Lâm Nhật Tiến, Mai Thanh Sơn, Y Phương, Lâm Thúy Vân                             | ASIA 71      | 2013 |
| 22  | Một Đời Áo Mẹ Áo Em (Trầm Tử Thiêng) | Lâm Nhật Tiến, Diễm Liên | ASIA 71      | 2013 |
| 23  | Giờ Anh Ra Đi (Trúc Hồ) | solo | ASIA 73      | 2013 |
| 24  | Và Anh Hãy Nói Yêu Em (Việt Dzũng) | Lâm Nhật Tiến | ASIA 75      | 2014 |
| 25  | Kịch: Giấc Mơ | Quang Minh, Hồng Đào, Jonathan Phan                                                                                             | ASIA 76      | 2015 |
| 26  | LK Nhạc Pháp | Sỹ Đan | ASIA 76      | 2015 |

#### Chương trình thu hình khác
| STT | Tên bài hát                                                                | Thể hiện với              | Chương trình                 | Năm  |
| --- | -------------------------------------------------------------------------- | ------------------------- | ---------------------------- | ---- |
| 1   | Bóng Tối (Vũ Thế Dũng)                                                     | solo                      | ASIA Giải Sáng Tác 2008      | 2008 |
| 2   | Em Đẹp Nhất Đêm Nay (LV: Phạm Duy)                                         | solo                      | ASIA Viet Model              | 2008 |
| 3   | Ngày Mưa Tuyết (LV: Ngọc Lan)                                              | solo                      | ASIA Đêm Giáng Sinh          | 2009 |
| 4   | Bến Xuân (Văn Cao)                                                         | solo                      | ASIA Đón Giao Thừa           | 2010 |
| 5   | Mùa Đông Sắp Đến (Đức Huy)                                                 | solo                      | ASIA Noel, Noel              | 2010 |
| 6   | Mất Anh Đêm Giáng Sinh (Anh Bằng)                                          | solo                      | ASIA Golden 1                | 2011 |
| 7   | Bạch Đằng Giang (Lưu Hữu Phước)                                            | Diễm Liên                 | ASIA Golden 2                | 2011 |
| 8   | Mưa Tình Cuối Đông (Trúc Hồ)                                               | solo                      | ASIA Niềm Vui Mùa Giáng Sinh | 2011 |
| 9   | Hoa Xuân (Phạm Duy)                                                        | solo                      | ASIA Xuân Hy Vọng            | 2012 |
| 10  | Quân Lệnh Cuối Cùng                                                        | Lâm Nhật Tiến, Philip Huy | ASIA Golden 3                | 2013 |
| 11  | Hát Cho Tự Do                                                              | Vương Dzung               | ASIA Golden 3                | 2013 |
| 12  | LK Hoa Cỏ Mùa Xuân (Bảo Chấn), Anh Cho Em Mùa Xuân (Nguyễn Hiền, Kim Tuấn) | Sỹ Đan                    | ASIA Liên khúc Mùa Xuân      | 2015 |
| 13  | Lạc Mất Mùa Xuân (LV: Lữ Liên)                                             | solo                      | ASIA Mừng Xuân               | 2016 |

### Trung tâm Thúy Nga

#### Chương trình Paris By Night
| STT | Tiết mục                                                            | Thể hiện với | Chương trình       | Năm  |
| --- | ------------------------------------------------------------------- | --- | ------------------ | ---- |
| 1   | Và Con Tim Đã Vui Trở Lại (Đức Huy)                                 | Lam Anh, Ngọc Anh, Bằng Kiều, Thiên Tôn, Đình Bảo | Paris By Night 118 | 2016 |
| 2   | Mãi Một Mình (Đức Huy)                                              | solo | Paris By Night 118 | 2016 |
| 3   | Buồn Trong Kỷ Niệm (Trúc Phương)                                    | solo | Paris By Night 119 | 2016 |
| 4   | Đưa Em Xuống Thuyền (Hoàng Thi Thơ)                                 | Minh Tuyết, Phi Nhung, Tâm Đoan, Hương Thủy, Mai Thiên Vân, Hạ Vy, Hoàng Nhung, Châu Ngọc Hà | Paris By Night 119 | 2016 |
| 5   | Tôi Muốn Về Quê (Gió Bụi)                                           | solo | Paris By Night 120 | 2016 |
| 6   | LK Nếu Xuân Này Vắng Anh (Bảo Thu), Khúc Nhạc Ngày Xuân (Nhật Bằng) | Don Hồ, Lương Tùng Quang, Đan Nguyên, Mai Tiến Dũng, Lê Anh Tuấn, Diễm Sương, Lam Anh, Minh Tuyết, Hoàng Nhung | Paris By Night 121 | 2017 |
| 7   | LK Cho Người Tình Lỡ (Hoàng Nguyên), Những Gì Cho Em (Lam Phương)   | Quang Dũng | Paris By Night 121 | 2017 |
| 8   | Đêm Ả Đào (Phú Quang)                                               | solo | Paris By Night 122 | 2017 |
| 9   | Hài kịch: Nối Lại Duyên Xưa (Nguyễn Ngọc Ngạn)                      | Chí Tài, Việt Hương, Hoài Tâm, Hương Thủy | Paris By Night 122 | 2017 |
| 10  | Kiếp Nào Có Yêu Nhau (Phạm Duy, thơ: Minh Đức Hoài Trinh)           | solo | Paris By Night 124 | 2018 |
| 11  | Dạ Sầu (Phượng Linh)                                                | solo | Paris By Night 125 | 2018 |
| 12  | Khúc Tình Ca Hàng Hàng Lớp Lớp (Nguyễn Văn Đông)                    | Hoàng Oanh, Thanh Tuyền, Giao Linh, Vũ Khanh, Anh Khoa, Ý Lan, Anh Dũng, Don Hồ, Ngọc Anh, Minh Tuyết, Thiên Tôn, Đình Bảo, Hương Thủy, Mai Thiên Vân, Lam Anh, Trần Thái Hòa, Hạ Vy, Khải Đăng, Hà Thanh Xuân, Châu Ngọc Hà | Paris By Night 125 | 2018 |
| 13  | Tình Yêu Xây Đắp Nhân Gian (Hamlet Trương)                          | Minh Tuyết, Như Loan, Lam Anh, Ngọc Anh, Trần Thái Hoà, Bằng Kiều, Lương Tùng Quang, Dương Triệu Vũ | Paris By Night 126 | 2018 |
| 14  | Dạ Khúc Nửa Vầng Trăng (Lời Việt: Thái Thịnh)                       | Đan Nguyên | Paris By Night 126 | 2018 |
| 15  | Khoảnh Khắc (Trương Quý Hải)                                        | Minh Tuyết, Lưu Bích, Thanh Hà, Ngọc Anh | Paris By Night 126 | 2018 |
| 16  | Bài Không Tên Số 50 (Vũ Thành An)                                   | solo | Paris By Night 127 | 2018 |
| 17  | Hài kịch: Cầm Kỳ Thi Họa (Hồng Đào)                                 | Hồng Đào, Trang Thanh Lan, Hà Thanh Xuân | Paris By Night 127 | 2018 |
| 18  | Đối Thoại (Tú Dưa)                                                  | Bằng Kiều | Paris By Night 128 | 2019 |
| 19  | Vào Hạ (Lê Hựu Hà)                                                  | Hương Thủy, Kỳ Phương Uyên, Hoàng Nhung, Hà Thanh Xuân, Tâm Đoan, Loan Châu, Như Ý, Hạ Vy, Lam Anh, Trúc Lam, Trúc Linh, Như Loan, Diễm Sương, Băng Tâm, Mai Thiên Vân, Phi Nhung, Quỳnh Vi, Ngọc Anh, Minh Tuyết | Paris By Night 128 | 2019 |
| 20  | Mình Yêu Nhau Từ Kiếp Nào (Tăng Nhật Tuệ)                           | solo | Paris By Night 129 | 2019 |
| 21  | Những Ngày Sài Gòn (Hoài An, thơ: Lâm Xuân Thi)                     | solo | Paris By Night 132 | 2022 |
| 22  | Sao Phải Yêu (Hoài An)                                              | Trịnh Lam | Paris By Night 133 | 2022 |
| 23  | Hình Ảnh Người Em Không Đợi (Hoàng Thi Thơ)                         | Hương Thủy, Kỳ Phương Uyên, Hạ Vy, Lam Anh, Như Loan, Băng Tâm, Quỳnh Vi, Minh Tuyết, Châu Ngọc Hà, Phương Yến Linh, Hoàng Mỹ An | Paris By Night 133 | 2022 |
| 24  | Điệu Buồn Dang Dở (Hoàng Thi Thơ)                                   | solo | Paris By Night 134 | 2023 |
| 25  | Cánh Hồng Phai (Dương Khắc Linh, Hoàng Huy Long)                    | Hương Thủy, Kỳ Phương Uyên, Lam Anh, Như Loan, Băng Tâm, Hoàng Mỹ An, Thanh Hà, Như Ý, Hà Thanh Xuân, Ngọc Anh, Minh Tuyết | Paris By Night 134 | 2023 |
| 26  | Hơn Một Lời Cảm Ơn (Ngô Minh Tài)                                   | Ngọc Anh, Ý Lan, Tuấn Ngọc, Khánh Hà, Bằng Kiều, Minh Tuyết, Trần Thái Hòa, Lam Anh, Đình Bảo, Kỳ Phương Uyên, Ngọc Hạ, Tuấn Phước, Thiên Tôn, Hương Lan, Hoàng Oanh, Thanh Tuyền, Phương Hồng Quế, Thanh Hà, Quang Dũng, Trường Vũ, Như Quỳnh, Quang Lê, Thái Châu, Họa Mi, Nguyễn Hưng, Hương Thủy, Băng Tâm, Hoàng Nhung, Hà Thanh Xuân, Trịnh Lam, Phương Yến Linh, Ngọc Ngữ, Châu Ngọc Hà, Tâm Đoan, Mạnh Quỳnh, Phương Loan, Đan Nguyên, Lương Tùng Quang, Như Loan, Hoàng Mỹ An, Như Ý, Lâm Thúy Vân, Myra Trần, Don Hồ | Paris By Night 134 | 2023 |
| 27  | Dù Ngàn Năm Nữa (Võ Hoài Phúc)                                      | solo | Paris By Night 136 | 2024 |
| 28  | Rưng Rưng Lệ (Vũ Thành An)                                          | solo | Paris By Night 137 | 2024 |
| 29  | Tết Thương (Ngô Minh Tài)                                           | solo (with rap by Cao Bá Thông) | Paris By Night 138 | 2025 |

#### Chương trình Thúy Nga Music Box
| STT | Tên bài hát                                   | Thể hiện với       | Chương trình           | Năm  |
| --- | --------------------------------------------- | ------------------ | ---------------------- | ---- |
| 1   | Kiếp Đam Mê (Duy Quang)                       | Ngọc Anh           | Thúy Nga Music Box #11 | 2020 |
| 2   | Mãi Một Hình Dung (Mạnh Quân)                 | solo               | Thúy Nga Music Box #11 | 2020 |
| 3   | Xin Lỗi (Hồ Tiến Đạt, thơ: Nguyễn Thiên Ngân) | solo               | Thúy Nga Music Box #11 | 2020 |
| 4   | Anh Sẽ Nhớ Mãi (Đức Trí & Bằng Kiều)          | solo               | Thúy Nga Music Box #11 | 2020 |
| 5   | Không (Nguyễn Ánh 9)                          | Ngọc Anh, Kỳ Duyên | Thúy Nga Music Box #11 | 2020 |
| 6   | Yêu Dại Khờ (Quang Huy)                       | Hồ Lệ Thu          | Thúy Nga Music Box #60 | 2025 |
| 7   | Ai Rồi Cũng Sẽ Khác (Phúc Trường)             | solo               | Thúy Nga Music Box #60 | 2025 |
| 8   | Quen Với Cô Đơn (Thiện Ngôn)                  | solo               | Thúy Nga Music Box #60 | 2025 |
| 9   | Nghi Ngờ Tình Yêu (Đông Thiên Đức)            | solo               | Thúy Nga Music Box #60 | 2025 |
| 10  | Chờ Một Tiếng Yêu (Lê Hựu Hà)                 | Hồ Lệ Thu          | Thúy Nga Music Box #60 | 2025 |

#### Chương trình thu hình khác
| STT | Tên bài hát                                  | Thể hiện với                                           | Chương trình                                  | Năm  |
| --- | -------------------------------------------- | ------------------------------------------------------ | --------------------------------------------- | ---- |
| 1   | Sắc Màu (Trần Tiến)                          | Trần Thu Hà                                            | VSTAR Season 4 - Đêm Trao Giải                | 2016 |
| 2   | Xin Dành Trọn Cho Em (Tùng Châu, Thái Thịnh) | Minh Tuyết, Lam Anh, Ngọc Anh                          | Paris By Night Divas Concert                  | 2017 |
| 3   | Không Thể Và Có Thể (Phó Đức Phương)         | Ngọc Anh                                               | Paris By Night Divas Concert                  | 2017 |
| 4   | Giá Băng (Tuấn Nghĩa)                        | solo                                                   | Paris By Night Divas Concert                  | 2017 |
| 5   | Niềm Đau Chôn Dấu (Lời Việt: Lữ Liên)        | Khánh Hà, Minh Tuyết, Ngọc Anh                         | Paris By Night Divas Concert                  | 2017 |
| 6   | Đền Tạ Trái Tim Mẹ (Nguyễn Khắc Tuần)        | solo                                                   | Paris By Night Gloria 3                       | 2017 |
| 7   | Mái Đình Làng Biển (Nguyễn Cường)            | Hải Âu Dương Wagner                                    | VSTAR Kids Season 2 - Chung Kết               | 2018 |
| 8   | Xin Lỗi (Hồ Tiến Đạt)                        | solo                                                   | VSTAR Season 5 - Đêm Trao Giải                | 2018 |
| 9   | Rêu Phong (Tuấn Khanh)                       | solo                                                   | Paris By Night 128 VIP Party                  | 2018 |
| 10  | Ánh Sao Đêm                                  | solo                                                   | Mơ Về Anh                                     | 2019 |
| 11  | Lời Thì Thầm Trái Tim                        | solo                                                   | Mơ Về Anh                                     | 2019 |
| 12  | Mơ Về Anh                                    | solo                                                   | Mơ Về Anh                                     | 2019 |
| 13  | Mùa Thu Đã Qua                               | Quang Dũng                                             | Mơ Về Anh                                     | 2019 |
| 14  | Chiều Hà Nội                                 | Quang Dũng, Bằng Kiều, Trần Thu Hà, Huy MC, Nguyệt Anh | Mơ Về Anh                                     | 2019 |
| 15  | Yêu Là Chết Ở Trong Lòng (Phạm Duy)          | Đình Bảo, Lam Anh                                      | Đình Bảo Live Show \| Chuyện Tình             | 2019 |
| 16  | Muộn Màng Là Từ Lúc (Đức Trí)                | solo                                                   | Đình Bảo Live Show \| Chuyện Tình             | 2019 |
| 17  | Tháng Năm Trong Lòng Nhớ (Đình Bảo)          | Đình Bảo, Trần Thu Hà, Bằng Kiều, Lam Anh, Thiên Tôn   | Đình Bảo Live Show \| Chuyện Tình             | 2019 |
| 18  | Đêm Nằm Mơ Phố (Việt Anh)                    | solo                                                   | Le Gala Du Coeur - Gửi Tình Thương Về Sài Gòn | 2021 |
| 19  | Nghìn Trùng Xa Cách (Phạm Duy)               | solo                                                   | Le Gala Du Coeur - Gửi Tình Thương Về Sài Gòn | 2021 |

### Đài SBTN
| STT | Tiết mục                           | Thể hiện với | Chương trình                       | Năm  |
| --- | ---------------------------------- | ------------ | ---------------------------------- | ---- |
| 1   | Bài Không Tên Số 7 (Vũ Thành An)   | solo         | Vũ Thành An - Tác Giả & Tác Phẩm   | 2023 |
| 2   | Riêng Một Góc Trời (Ngô Thụy Miên) | solo         | Ngô Thụy Miên - Tác Giả & Tác Phẩm | 2024 |